# Entoloma huijsmanii
Entoloma huijsmanii är en svampart som beskrevs av Noordel. 1984. Entoloma huijsmanii ingår i släktet Entoloma och familjen Entolomataceae.  Arten är reproducerande i Sverige. Inga underarter finns listade i Catalogue of Life.